# Xexal Jocotaquín
Xexal Jocotaquín är en ort i Mexiko.   Den ligger i kommunen Chilón och delstaten Chiapas, i den sydöstra delen av landet, 800 km öster om huvudstaden Mexico City. Xexal Jocotaquín ligger 993 meter över havet och antalet invånare är 122.
Terrängen runt Xexal Jocotaquín är kuperad. Runt Xexal Jocotaquín är det ganska tätbefolkat, med 54 invånare per kvadratkilometer. Närmaste större samhälle är Yajalón, 11,1 km nordväst om Xexal Jocotaquín. I omgivningarna runt Xexal Jocotaquín växer i huvudsak städsegrön lövskog.